# Stadio Numa Daly
Lo stadio Numa Daly (fr. stade Numa-Daly) è un impianto sportivo di Numea, città  nella collettività francese d'oltremare della Nuova Caledonia.
È attualmente utilizzato soprattutto per le partite di calcio. Lo stadio può contenere fino a 10.000 persone.